# Моно, Теодор
Теодо́р Андре́ Моно́ (фр. Théodore André Monod; 9 апреля 1902, Руан — 22 ноября 2000, Версаль) — французский путешественник, исследователь Сахары, натуралист и гуманист. Член Академии наук Франции (1963).

## Биография
Родился в семье протестантского теолога и пастора, чьи духовное влияние во многом повлияло на воспитание сына. В 1922 стал работать в Музее естественной истории, там же защитил кандидатскую диссертацию в 1926 году. Заинтересовался африканским континентом и совершил туда две научно-исследовательских поездки, в течение года путешествуя по Западной Сахаре; зоолог по образованию, стал геологом, ботаником, археологом, интересующимся праисторией.
Научную карьеру начал с наблюдений и исследований тюленей-монахов, обитающих в Мавритании на Кабо-Бланко («Белом мысе»).
В 1930 году был призван на службу во французскую армию, которую проходил в алжирской части Сахары: занимался исследованиями, ориентированными на этот регион мира, и вскоре стал видным специалистом. В центре его научных исследований и путешествий оказалась пустыня Сахара. Здесь он в течение почти 60 лет занимался поисками метеоритов. И хотя Моно не удалось найти того, что он искал, исследователь стал первооткрывателем многих видов растений, а также важных мест неолитического происхождения.
В 1927 Теодором Моно совместно с французским учёным Владимиром Беснаром, во время обследования плоскогорья Адрар-Ифорас на юге Сахары, в Северном Мали (в области Кидаль) близ форта Асселар был найден скелет неолитического человека («Асселарский человек»), возраст которого оценивается в 6000 лет и который многими учеными считается первыми найденными останками представителя негроидной расы.
С 1953 по 1964 год Моно совершил ряд путешествий пешком и на верблюдах по Западной Сахаре, пройдя пустыней более 5200 км.
Кроме того, проводил исследования морской фауны; был назначен директором лаборатории по рыболовству в 1942 году. Один из ведущих специалистов по рыбам и моллюскам Африки. Моно много внимания уделял экологии.
В 1938 году по инициативе Т. Моно в Дакаре был создал научно-исследовательский институт Чёрной Африки (фр.. Под его руководством институт превратился в крупный научный центр. Во время своей научной карьеры Т. Моно был директором Института Северной Африки, профессором Музея естественной истории в Париже, с 1957 — членом Академии моря (фр.), членом французской Академии наук с 1963 года.
В 1960 стал одним из основателей Всемирной Академии искусства и науки.
В честь больших заслуг в деле исследований Африканской истории и искусства его именем в декабре 2007 был назван Музей африканского искусства в Дакаре (Сенегал) (ранее «Музей африканского искусства Фундаментального института Чёрной Африки»).
Т. Моно был также политическим активистом, принимал участие в мирных антивоенных и антиклерикальных протестах. Умер в 98 лет.

## Избранные произведения

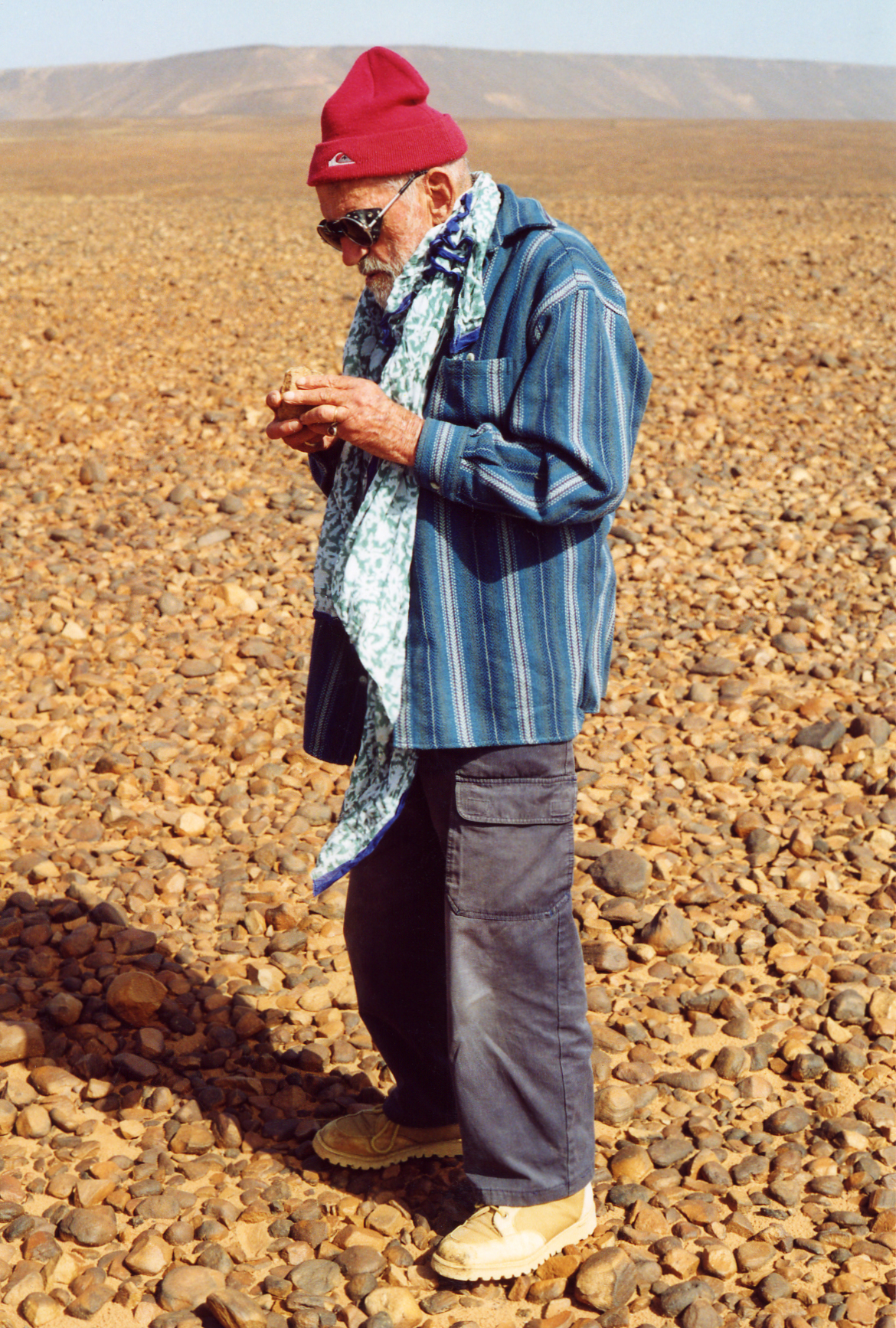
Т. Моно. Мавритания. декабрь 1998

Теодор Моно — автор ряда статей в защиту окружающей среды и книг путешествий.
- Méharées, (1937)
- L'Émeraude des garamantes, (1984)
- L’Hippopotame et le philosophe (1993)
- Désert lybique (1994)
- Majâbat Al-Koubrâ (1996)
- Maxence au désert (1995)
- Tais-toi et marche … (2002)

## Награды
- Большая золотая медаль SEP (1991)